# Tênis de mesa na Universíada de Verão de 2007
O tênis de mesa na Universíada de Verão de 2007 foi disputado no Impact Exhibition and Convention Center em Nonthaburi, Tailândia entre 10 e 16 de agosto de 2007.

## Medalhistas
Esses foram os medalhistas:

### Masculino
| Evento  | Ouro                                                      | Prata                                                                                      | Bronze                                                                                            |
| ------- | --------------------------------------------------------- | ------------------------------------------------------------------------------------------ | ------------------------------------------------------------------------------------------------- |
| Simples | CHN Gao Xin                                               | CHN Hou Yingchao                                                                           | CHN Wang Xi                                                                                       |
| Simples | CHN Gao Xin                                               | CHN Hou Yingchao                                                                           | TPE Chuan Chih-Yuan                                                                               |
| Dupla   | TPE Taipé Chinês Chang Yen-Shu Chuan Chih-Yuan            | TPE Taipé Chinês Chiang Hung-Chieh Wu Chih-Chi                                             | CHN China Hou Yingchao Wang Xi                                                                    |
| Dupla   | TPE Taipé Chinês Chang Yen-Shu Chuan Chih-Yuan            | TPE Taipé Chinês Chiang Hung-Chieh Wu Chih-Chi                                             | JPN Japão Hidetoshi Oya Ryusuke Sakamoto                                                          |
| Equipe  | CHN China Hou Yingchao Zhan Jian Gao Xin Lin Chen Wang Xi | TPE Taipé Chinês Chiang Hung-Chieh Wu Chih-Chi Lai Kuan-shen Chang Yen-Shu Chuan Chih-Yuan | JPN Japão Takanori Shimoyama Hidetoshi Oya Michikazu Tsuboguchi Yuichi Tokiyoshi Ryusuke Sakamoto |
| Equipe  | CHN China Hou Yingchao Zhan Jian Gao Xin Lin Chen Wang Xi | TPE Taipé Chinês Chiang Hung-Chieh Wu Chih-Chi Lai Kuan-shen Chang Yen-Shu Chuan Chih-Yuan | GER Alemanha Steffen Christ Lennart Boris Wehking Nico Stehle                                     |

### Feminino
| Evento  | Ouro                                                                | Prata                                                                          | Bronze                                                                        |
| ------- | ------------------------------------------------------------------- | ------------------------------------------------------------------------------ | ----------------------------------------------------------------------------- |
| Simples | CHN Rao Jingwen                                                     | CHN Liu Juan                                                                   | JPN Haruna Fukuoka                                                            |
| Simples | CHN Rao Jingwen                                                     | CHN Liu Juan                                                                   | THA Nanthana Komwong                                                          |
| Dupla   | CHN China Rao Jingwen Liu Juan                                      | JPN Japão Haruna Fukuoka Yuko Watanabe                                         | GER Alemanha Irene Terezija Ivancan Nadine Bollmeier                          |
| Dupla   | CHN China Rao Jingwen Liu Juan                                      | JPN Japão Haruna Fukuoka Yuko Watanabe                                         | TPE Taipé Chinês Lu Yun-Feng Huang Yi-Hua                                     |
| Equipe  | CHN China Yu Jingwei Rao Jingwen Cai Shanshan Dai Ningyang Liu Juan | JPN Japão Midori Ito Chiharu Yamazaki Moemi Terui Haruna Fukuoka Yuko Watanabe | KOR Coreia do Sul Youn Han Mi Kim Hyo Nam Choi Sun Hwa Kim Nam Hue Lee Mi Lim |
| Equipe  | CHN China Yu Jingwei Rao Jingwen Cai Shanshan Dai Ningyang Liu Juan | JPN Japão Midori Ito Chiharu Yamazaki Moemi Terui Haruna Fukuoka Yuko Watanabe | FRA França Laurie Phai-pang Carole Grundisch Dienouma Coulibaly Sarah Hanffou |

### Misto
| Evento | Ouro                           | Prata                        | Bronze                         |
| ------ | ------------------------------ | ---------------------------- | ------------------------------ |
| Dupla  | CHN China Rao Jingwen Lin Chen | CHN China Liu Juan Zhan Jian | CHN China Dai Ningyang Wang Xi |
| Dupla  | CHN China Rao Jingwen Lin Chen | CHN China Liu Juan Zhan Jian | CHN China Cai Shanshan Gao Xin |

## Quadro de medalhas
| Ordem | País              | Medalha de ouro | Medalha de prata | Medalha de bronze |    |
| ----- | ----------------- | --------------- | ---------------- | ----------------- | -- |
| 1     | CHN China         | 6               | 3                | 4                 | 13 |
| 2     | TPE Taipé Chinês  | 1               | 2                | 2                 | 5  |
| 3     | JPN Japão         |                 | 2                | 3                 | 5  |
| 4     | GER Alemanha      |                 |                  | 2                 | 2  |
| 5     | FRA França        |                 |                  | 1                 | 1  |
|       | KOR Coreia do Sul |                 |                  | 1                 | 1  |
|       | THA Tailândia     |                 |                  | 1                 | 1  |
| TOTAL | TOTAL             | 7               | 7                | 14                | 28 |